# Harvard University Press
Harvard University Press (HUP) é uma editora estabelecida desde 1913 como uma divisão da Universidade Harvard, focada em publicações acadêmicas.

## Ligação externa
- (em inglês) Site oficial